# Nusoncus nasutus
Nusoncus nasutus là một loài nhện trong họ Linyphiidae.
Loài này thuộc chi Nusoncus. Nusoncus nasutus được Ehrenfried Schenkel-Haas miêu tả năm 1925.